# (11256) Fuglesang
(11256) Fuglesang est un astéroïde de la ceinture principale.

## Description
(11256) Fuglesang est un astéroïde de la ceinture principale. Il fut découvert le 2 septembre 1978 à La Silla par Claes-Ingvar Lagerkvist. Il présente une orbite caractérisée par un demi-grand axe de 2,40 UA, une excentricité de 0,18 et une inclinaison de 1,2° par rapport à l'écliptique.

## Compléments